# Cerveza El Águila

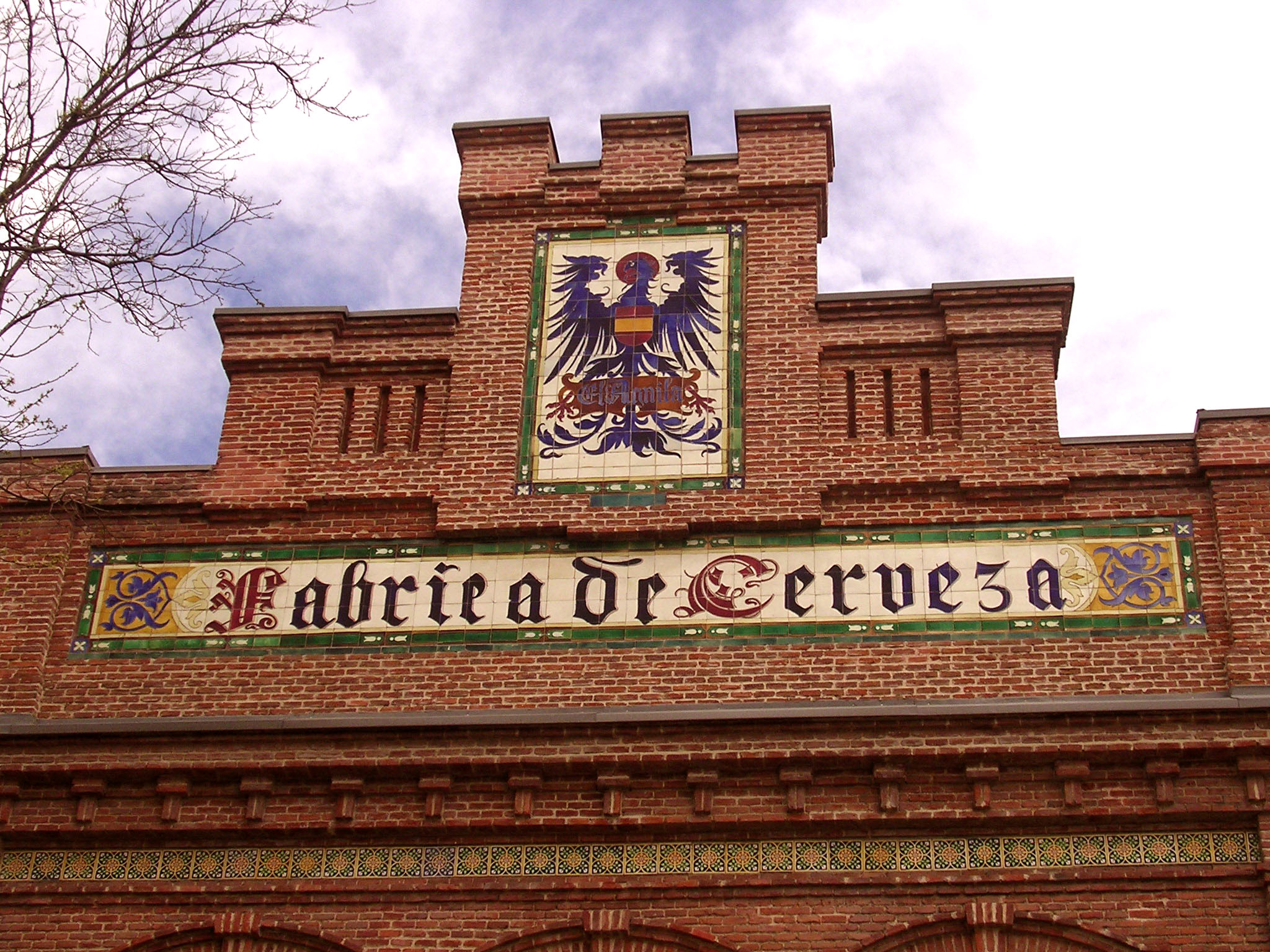
Logo

El Águila è stata una marca di birra spagnola fondata a Madrid nel 1900. 
Alla fine del XX secolo venne rinominata Amstel dall'azienda Heineken che l'aveva acquistata nel 1984.